# Vladimir Pičkurov
Vladimir Vladimirovič Pičkurov (in russo Владимир Владимирович Пичкуров?; Kujbyšev, 9 gennaio 1990) è un cestista russo.

## Palmarès

### Squadra
- Coppa di Russia: 2

Samara: 2019-2020, 2021-2022

### Individuale
- MVP Coppa di Russia: 1

Samara: 2019-2020